# Carabinieri a San Marino
Per Carabinieri a San Marino si intende il distaccamento di alcuni carabinieri presso la Repubblica di San Marino. Ciò avvenne in due occasioni.

## Dal 1921 al 1936
Su richiesta della Repubblica, il 1º giugno 1921 l'Italia istituì il distaccamento di una ventina di Carabinieri con funzioni di polizia, in attesa, che si organizzasse la Gendarmeria.
Tale distaccamento di carabinieri doveva permanere per 6 mesi. Stante, tuttavia, le difficoltà della piccola Repubblica ad organizzare la propria gendarmeria, i Carabinieri rimasero fino al 2 febbraio 1936. I militari venivano forniti dalla Legione Carabinieri di Ancona. Il distaccamento era composto da 21 unità ed un Ufficiale subalterno con le funzioni di comandante.
Il 2 febbraio 1936, presso il Palazzo Pubblico, alla presenza di Giuliano Gozi e del Comandante della Legione Carabinieri di Ancona, si celebrò il passaggio di consegne dal Comandante dei Carabinieri di San Marino alla Gendarmeria sammarinese.

## Dal 1962 al 1984
Nel 1962 sono tornati i Carabinieri a San Marino con 30 unità poi ridotte a 21 tutte operanti in borghese per istituire un Nucleo Investigativo e di Polizia Giudiziaria. I Carabinieri hanno lasciato definitivamente San Marino nel 1984.
Tale distaccamento di carabinieri dipendeva dal comando provinciale di Forlì.